# Рэй, Ванесса
Ванесса Рэй (англ. Vanessa Ray; род. 24 июня 1981, Ливермор, Калифорния, США) — американская актриса.

## Жизнь и карьера
Она родилась в Ливерморе, Калифорния и выросла в Ванкувере, штат Вашингтон. В начале карьеры она выступала в местных мюзиклах, прежде чем дебютировать в 2010 году в бродвейской постановке «Волосы». В 2009—2010 годах Рэй снималась в дневной мыльной опере «Как вращается мир», а после её закрытия получила второстепенную роль в прайм-тайм драме «Схватка». С тех пор у неё были второстепенные роли в юридическом сериале USA Network «Форс-мажоры» и подростковой драме ABC Family «Милые обманщицы». В 2013 году Рэй присоединилась к актёрскому составу процедурной драмы CBS «Голубая кровь».
В 2003—2009 года Рэй была замужем за актёром Дереком Бэйнхэмом. С 2015 года она замужем во второй раз за актёром Лэндоном Бирдом, с которым она встречалась 6 лет до их свадьбы.

## Телевидение
| Год         | Название на русском  | Название на английском | Роль                              | Примечания                                   |
| ----------- | -------------------- | ---------------------- | --------------------------------- | -------------------------------------------- |
| 2009        | Смертельно скучающий | Bored to Death         | Клаудия                           | Эпизод: «The Case of the Missing Screenplay» |
| 2009—2010   | Как вращается мир    | As the World Turns     | Тери Чикконе                      | Дневная мыльная опера                        |
| 2010        | Схватка              | Damages                | Тесса Маркетти                    | Второстепенная роль, 7 эпизодов              |
| 2011        | Белый воротничок     | White Collar           | Мэгги Шелдон                      | Эпизод: «What Happens in Burma»              |
| 2011        | Сестра Джеки         | Nurse Jackie           | Миссис Донован                    | Эпизод: «Have You Met Ms. Jones?»            |
| 2012        | Девчонки             | Girls                  | Хизер Трэвис                      | Эпизод: «The Return»                         |
| 2011—2012   | Форс-мажоры          | Suits                  | Дженни Гриффит                    | Второстепенная роль, 9 эпизодов              |
| 2012—2017   | Милые обманщицы      | Pretty Little Liars    | Сиси Дрейк / Шарлотта ДиЛаурентис | Второстепенная роль (сезоны 3—7) 19 эпизодов |
| 2013        | Менталист            | The Mentalist          | Кейси Роббинс                     | Эпизод: «Red Lacquer Nail Polish»            |
| 2013 — 2024 | Голубая кровь        | Blue Bloods            | Офицер Эдит Джэнко                | Второстепенная роль                          |